# Montgomery Clift
Edward Montgomery Clift, bolj poznan samo kot Montgomery Clift, ameriški filmski igralec, * 17. oktober, 1920, Omaha, Nebraska, ZDA, † 23. julij, 1966, New York.

## Življenjepis

### Mladostniška leta
Montgomery se je rodil v zvezni državi Nebraska, v mestu Omaha. Njegova starša sta bila Ethel Anderson Fogg Blair in bankir William Brooks Clift. Montgomery je imel tudi sestro dvojčico Roberto in starejšega brata Brooksa. Pozneje je Clift označil svojega očeta kot pijanca, s katerim se ni nikoli razumel.

### Filmska kariera
Montgomery je svojo igralsko pot začel s trinajstimi leti na Broadwayu. Na odrskih deskah je uspešno igral deset let, dokler ni posnel svojega prvega filma Red River, v katerem je igral tudi legendarni igralec John Wayne. Še istega leta je prejel svojo prvo nominacijo za oskarja, za film The Search. Čez noč je postal izjemno slaven, zato so se ponudbe iz Hollywooda kar vrstile. Imel je zelo uspešno kariero, saj je bil v naslednjih letih za oskrja nominiran še trikrat, zaradi svoje lepote in privlačnosti pa je postal tudi idol mnogih. Njegove ljubezenske scene z Elizabeth Taylor v filmu A Place in the Sun so postavile nova merila za snemanje tovrstnih prizorov, njegovi vlogi v filmih From Here to Eternity in The Young Lions pa ima mnogo ljudi za vrhunec njegove kariere. Veliko ljudi je bilo mnenja, da Montgomery ni znal izbirati vlog, saj je zavrnil glavni vlogi v legendarnih filim East of Eden in Sunset Boulevard.

### Prometna nesreča
12. maja 1956, med snemanjem filma Raintree County, je med odhodom z zabave prijateljice Elizabeth Taylor z avtom zapeljal v drevo. Elizabeth, ki je slišala glasen trk je takoj stekla k avtomobilu. Montgomerya je potegnila iz avta in mu iz grla potegnila dva zapičena zoba. Brez njene pomoči bi najverjetneje umrl. Čeprav je moral po nesreči skozi nešteto plastičnih operacij, mu kirurgi niso mogli povrniti starega videza. Po nekaj tednih se je vrnil na snemanje filma. Ker so bili nekateri prizori posneti že pred nesrečo, se Montgomeryev videz spreminja iz prizora v prizor. Po nesreči je postal Montgomery odvisen od alkohola in raznih tablet, ki so močno načele njegovo zdravje. 

### Kariera po nesreči
Po nesreči se je Montgomery pojavil v danes kultnemu filmu Wild River in pa v filmu The Misfits, ki je bil zadnji film za dva legendarna igralca, za Marilyn Monroe in Clarka Gabla.
Njegov naslednji projekt je bil biografski film Freud. Njegovo pogosto zamujanje na snemanje filma in podobni pripetljaji so povzročili, da se je snemanje močno zavleklo in podražalo. Pri studiu Universal so ga celo tožili, vendar so po uspehu filma tožbo umaknili. Montgomery je zadnjo nominacijo za oskarja prejel za film Judgment at Nuremberg, leta 1961.

### Smrt
Montgomery Clift je zaradi srčnega napada umrl v New Yorku, leta 1966. Njegovo smrt je povzročila odvisnost od alkohola in raznih tablet, kar ga je postopoma ubijalo že več let. Veliko ljudi zato smrt Montgomeryja Clifta opisuje kot »najdaljši samomor v Hollywoodu«. Pokopan je v Brooklynu.

## Zanimivosti
- Njegova prijateljica Marilyn Monroe je Montgomerya opisala kot: »Edina oseba ki jo poznam, ki je v slabšem stanju kot sem jaz.«
- Montgomerya so pogosto primerjali z njegovim »filmskim tekmecem« Marlonom Brandom, saj sta oba zaslovela čez noč. Leta 1966 mu je Elizabeth Taylor ponudila vlogo v njenem filmu Reflections in a Golden Eye. Montgomery je kmalu zatem umrl, vlogo pa je nato odigral ravno Marlon.
- Je eden izmed šestih igralcev, ki so prejeli nominacijo za oskarja za svoj prvi film.
- Noč pred njegovo smrtjo, ga je njegov tajnik vprašal, če bi si rad ogledal svoj film The Misfits, ki je bil tistega večera na sporedu. Montgomery ga je grdo pogledal in odvrnil: »Absolutno ne!« To so bile njegove zadnje besede.
- Gladko je govoril francoski, italijanski in nemški jezik.

## Filmografija
- The Search(1948)
- Red River (1948)
- Dedinja (The Heiress) (1949)
- The Big Lift(1950)
- Mesto pod soncem (A Place in the Sun) (1951)
- I Confess (1953)
- Terminal Station (1953)
- Od tod do večnosti (From Here to Eternity) (1953)
- Raintree County(1957)
- Lonelyhearts (1958)
- The Young Lions (1958)
- Suddenly, Last Summer (1959)
- Wild River (1960)
- The Misfits (1961)
- Freud (1962)
- Judgment at Nuremberg (1962)
- The Defector (1966)